# Thomas Maria Wehofer
Thomas Maria Wehofer (* 4. März 1870 in Wien; † 3. März 1902 in Wien) war ein Dominikaner und Gelehrter für Kirchen- und Dogmengeschichte und Geschichte der Philosophie.

## Leben
Thomas Maria Wehofer wurde in Wien 3., Landstraßer Hauptstraße 50, geboren und am 13. März 1870 auf den Namen „Rudolf Jakob“ getauft. Seine Eltern waren der k.k. Amtsdiener Philipp Wehofer und dessen Ehefrau Maria, geborene Hahn, die am 25. November 1867 in derselben Pfarre geheiratet hatten. Am 8. September 1888 trat Wehofer in Graz in den Dominikanerorden ein und legte im selben Jahr die einfachen, im Jahre 1891 später die feierlichen Gelübde ab. Mit Eintritt in den Orden widmete sich Wehofer seinen philosophischen und theologischen Studien absolvierte er an den ordenseigenen sogenannten Hausstudien der Dominikaner in Graz und Wien, hörte aber zugleich auch Vorlesungen an den Universitäten ebenda. Am 19. März 1893 empfing Wehofer das Weihesakrament. 1895 promovierte er in Wien zum Doktor der Philosophie mit einer Studie zu und Veröffentlichung des Lehrbuch der Metaphysik für Kaiser Josef II.: verfaßt von P. Josef Frantz und im Sommer 1898 Doktor der Theologie an der Universität Tübingen.
Von Herbst 1895 bis 1898 war er Professor an einer der Hauptkirchen des Dominikanerordens, der Minerva in Rom. Im Herbst 1898 wurde er nach Graz zurückgerufen und dozierte am Hausstudium daselbst Kirchen- und Dogmengeschichte, Geschichte der Philosophie und Propädeutik der Geschichte.
1899 übersiedelte er nach Leitmeritz in Böhmen (heute Litoměřice), trat infolge von Problemen, die ihm aufgrund eines Vorschlages, die theologischen Fakultäten dahingehend zu reformieren, dass nur die wissenschaftlichen Leistungen für die Berufung an eine theologische Fakultät maßgebend sein sollten, entstanden, aus dem Orden aus und habilitierte sich 1901 an der philosophischen Fakultät in Wien als Privatdozent für byzantinische Geschichte und Literatur. Drei Wochen nach Abhalten seiner Probevorlesung erlag Wehofer einem schweren Herzleiden. Im Sterbebuch der Wiener Piaristen-Gemeinde werden die Vornamen des nun als „Hochwürden“ und „Weltpriester“ Bezeichneten mit „Rudolf Thomas“ angegeben.
Ebenfalls 1901 hatte er eine Subvention der Treitl-Stiftung der Kaiserlichen Akademie der Wissenschaften in Wien in Höhe von 2000 Kronen »zum Zwecke des Studiums der jüdischen und christlichen Apokalypsenliteratur in griechischer Sprache« erhalten. Im Dezember 1901 hatte er weitere 2000 Kronen beantragt, die aber »durch den inzwischen erfolgten Tod des Petenten belanglos geworden« waren und nicht mehr zur Auszahlung kamen. Die zu den jüdischen und christlichen Apokalypsen verfasste Studie erschien posthum 1907 in den Sitzungsberichten der philosophisch-historischen Klasse der Kaiserlichen Akademie in Wien.

## Werk
Seine wichtigeren Arbeiten sind:
- Die Apostel Chinas : Der selige Bischof Petrus Sanz und seine Gefährten ; Kreuzesblüten aus der Geschichte der Dominikanermission, Freiburg i. Br. 1894
- Das Lehrbuch der Metaphysik für Kaiser Josef II. : verfaßt von P. Josef Frantz, weiland Director der philosophischen Facultät der Universität Wien ... Zum ersten Male nach des in der Allerh. k. k. Privat- ... bibliothek befindlichen Originals herausgegeben und erläutert durch Fr. Thomas M. Wehofer, O. Praed., Schöning, Paderborn 1895
- Philologische Bemerkungen zur Aberkiosinschrift in Römische Quartalschrift für christliche Altertumskunde und für Kirchengeschichte 10.1896, S. 63–84, 351–378 und 405–406
- Die Schrift von Gérard de Frachet »Vitas Fratrum« O. P. : eine noch unbenutzte Quelle zur Philosophiegeschichte des 13. Jahrhunderts, in Jahrbuch für Philosophie und spekulative Theologie 11.1897, S. 17–41 Digitalisat
- Die Apologien Justins des Philosophen und Märtyrers in literarhistorischer Beziehung zum erstenmal untersucht : Eine Vorstudie zur Kirchen- und Philosophiegeschichte des II. Jahrhunderts = Beiheft Nr. 6.1897 der Römischen Quartalschrift für christliche Altertumskunde und für Kirchengeschichte Digitalisat
- Die geistige Bewegung im Anschluß an die Thomas–Enzyklika Leos XIII. vom 4. VIII. 1879, Wien 1897 (Vorträge und Abhandlungen der Österreichischen Leogesellschaft Heft 7.1897)
- Schwester Marie–Madeleine aus dem 3. Orden des hl. Dominicus ; Sophie Charlotte Herzogin v. Alençon, geb. Herzogin von Bayern : In Briefen an einen Freund aus demselben 3. Orden geschildert, München 1898
- Die Neugestaltung der Wiener k. k. theologischen Fakultät. Im Anschluß an Dr. Truxas Maurer – Biographie in Historisch-politische Blätter für das katholische Deutschland 121.1898, S. 124–137 und 161–174 Digitalisat
- Der Dominikaner und Wiener Universitätsprofessor Petrus Gazzaniga über den pädagogischen Wert der scholastischen Methode des 18. Jahrh. in Mitteilungen der Gesellschaft für Deutsche Erziehungs- und Schulgeschichte, Berlin / Hrsg. von Karl Kehrbach 8.1898, S. 191–197 Digitalisat
- Untersuchungen zur altchristlichen Epistolographie (Sitzungsberichte der Philosophisch-Historischen Classe der Kaiserlichen Akademie der Wissenschaften 143.1901, 17. Abhandlung, S. 1–230) Digitalisat
- Sprachliche Eigentümlichkeiten des klassischen Juristenlateins in Novatians Briefen in Wiener Studien : Zeitschrift für klassische Philologie, Patristik und lateinische Tradition 23.1901, S. 269–275 Digitalisat
- Untersuchungen zum Lied des Romanos auf die Wiederkunft des Herrn (Sitzungsberichte der Philosophisch-Historischen Classe der Kaiserlichen Akademie der Wissenschaften 154.1907, 5. Abhandlung, S. 1–195 plus Anhang Nachbemerkungen der Herausgeber S. 196–199) Digitalisat
  - In den Nachbemerkungen der Hinweis, dass diese Schrift aus dem Nachlass Wehofers vorbereitet und gedruckt wurde, und eine Würdigung des zu früh Verblichenen

Für die 8. Auflage von Friedrich Ueberwegs Grundriß der Geschichte der Philosophie (Band 2, Mittler & Sohn, Berlin 1898) übernahm Wehofer die Neubearbeitung des Abschnittes Die volle Ausbildung und Verbreitung der Scholastik (Band 2, S. 253–313).